# Tim Jackson
Timothy David "Tim" Jackson (ur. 4 lipca 1969 w Sydney) – australijski lekkoatleta specjalizujący się w krótkich biegach sprinterskich, uczestnik letnich igrzysk olimpijskich w Atlancie (1996).

## Sukcesy sportowe
- mistrz Australii w biegu na 100 metrów – 1990[1]
- wicemistrz Australii w biegu na 100 metrów – 1993
- mistrz Australii juniorów w biegu na 100 metrów – 1989
- mistrz Australii juniorów w biegu na 200 metrów – 1988

| Rok  | Miasto    | Zawody                     | Konkurencja        | Wynik         |
| ---- | --------- | -------------------------- | ------------------ | ------------- |
| 1993 | Stuttgart | Mistrzostwa świata         | sztafeta 4 x 100 m | 5. miejsce    |
| 1994 | Victoria  | Igrzyska Wspólnoty Narodów | sztafeta 4 x 100 m | srebrny medal |
| 1995 | Göteborg  | Mistrzostwa świata         | sztafeta 4 x 100 m | srebrny medal |

## Rekordy życiowe
- bieg na 100 metrów – 10,24 – Tønsberg 20/07/1994
- bieg na 200 metrów – 20,93 – Barcelona 10/09/1989